# Anthony Gatto
Anthony Gatto (* 14. April 1973 als Anthony Commarota in Manhattan, New York City, New York) ist ein US-amerikanischer Jongleur, der mehrere Weltrekorde hält.

## Leben und Karriere
Gatto gilt als einer der besten Jongleure der Welt. Sein Stiefvater Nick Gatto, selbst langjähriger Vaudeville-Zirkusdarsteller, förderte ihn seit früher Kindheit. Bereits im Alter von zehn Jahren gehörte Anthony zur Weltspitze und konnte bei den Meisterschaften der International Jugglers' Association Podestplätze belegen. 1983 begann er seine Bühnenkarriere in Las Vegas.
Beim Internationalen Zirkusfestival von Monte Carlo erhielt Anthony Gatto im Jahr 2000 als bisher einziger Jongleur überhaupt mit dem „Goldenen Clown“ die höchste internationale Auszeichnung für Artistik.
Gatto war zwischen 2007 und 2009 Teil der Cirque du Soleil Show Kooza. Von 2010 bis 2012 trat er in dessen Show La Nouba im Walt Disney World Resort in Florida auf. Er gründete im August 2012 das Betonierungsgeschäft "Big Top Concrete Resurfacing, LLC" unter seinem Geburtsnamen Anthony Commarota, das seinen Sitz in Orlando, Florida hat. Er ist heute nicht mehr auf der Bühne aktiv.
Seit 1999 ist Gatto mit der Tänzerin Danielle Gatto verheiratet, die als Assistentin Teil seiner Auftritte war. Das Paar hat zwei Kinder.

## Weltrekorde
Anthony Gatto hält derzeit sieben Weltrekorde (Stand: 2023):
Bälle
- 9 Bälle – 55 s (2006)

Keulen
- 7 Keulen – 4 min 24 s (2005)
- 6 Keulen – 7 min 38 s (2005)

Ringe
- 10 Ringe – 47 Catches (2005)
- 9 Ringe – 50 s (2005)
- 8 Ringe – 1 min 17 s (1989)
- 7 Ringe – 15 min 6 s (2011)